# Фома из Кори
Святой Фома из Кори (итал. Tommaso da Cori, 4 июня 1655, Кори, Лацио — 11 января 1729, Беллегра, Лацио) — итальянский священник-францисканец, который провёл большую часть своей жизни затворником. Известный проповедник в регионе, где располагался его скит, его прозвали «Апостолом Субьяко».

## Биография
Франческо Антонио Плачиди (итал. Francesco Antonio Placidi) родился в бедной семье 4 июня 1655 года в Кори под Римом. В детстве зарабатывал на жизнь пастухом. Плачиди был благочестив и уже тогда его называли «маленьким святым».
Родители умерли, когда ему исполнилось четырнадцать, и на его плечи легла забота о двух сёстрах. Когда девушки вышли замуж и больше не нуждались в его опеке, Плачиди решил посвятить жизнь религии и вступил в орден францисканцев в монастыре Сантиссима Тринита в 1665 году. Стал послушником 7 февраля 1667 года и получил богословское и философское образование в Витербо. В 1683 году, после завершения учёбы, был рукоположен в сан священника под именем Фома и сразу же назначен помощником мастера послушников в Орвието. Узнав в ордене об образе жизни затворников, присоединился к отшельническому скиту в Чивителле (ныне Беллегра), где жил до самой смерти, за исключением короткого времени в качестве кустоса (настоятеля) основанного им скита в Паломбаре.
Фома из Кори вёл затворническую жизнь согласно завету Франциска Ассизского, то есть не был полностью изолирован от общества, а вместо этого проповедовал в небольших деревнях по всему региону. Благодаря простой и ясной манере проповедовать его прозвали «Апостолом Субьяко» (итал. apostolo del Subiacense).
Плачиди мирно скончался во сне 11 января 1729 года в Чивителле.

## Почитание
Процесс канонизации начался уже через восемь лет после его смерти, когда 15 июля 1737 года папа Климент XII объявил его слугой Божьим. 1 августа 1778 года папа Пий VI провозгласил Фому из Кори досточтимым. В 1785 году папа одобрил два чуда, приписываемых его заступничеству, что позволило беатифицировать монаха 3 сентября 1786 года.
Третье чудо было подтверждено Конгрегацией по канонизации святых в 1998 году и папа Иоанн Павел II канонизировал Фому из Кори 21 ноября 1999 года на площади Святого Петра. 
День памяти — 11 января.